# Copelatus laraensis
Copelatus laraensis är en skalbaggsart som beskrevs av Bilardo och Rocchi 1995. Copelatus laraensis ingår i släktet Copelatus och familjen dykare. Inga underarter finns listade i Catalogue of Life.